# Tobias Kühne
Tobias Kühne (* 2. Mai 1977 in Hannover) ist ein ehemaliger deutscher Ruderer.

## Karriere
Kühne gelangte 1989 durch den Ruderverein der Bismarckschule Hannover zum Rudersport. Dort ist er bis heute Mitglied. Seitdem erlangte er für seinen späteren Heimatverein, den Hannoverschen Ruder-Club von 1880, in den er 1996 mit Beginn seiner leistungssportlichen Karriere eingetreten war, eine Vielzahl von nationalen und internationalen Erfolgen. Er war unter anderem sechsfacher Deutscher Meister und gewann verschiedene Medaillen bei Ruder-Weltcups und Weltmeisterschaften.
Er vertrat in der Nationalmannschaft den Deutschen Ruderverband bei internationalen Regatten und Ruder-Weltmeisterschaften, zunächst in der Zeit von 1996 bis 2003 mit seinem Vereinskameraden Jan Westphalen in verschiedenen Bootsklassen. Unter anderem wurden beide 2002 Studentenweltmeister im Zweier ohne Steuermann. Sein größter Erfolg war das Erreichen des olympischen Finales im Zweier ohne Steuermann mit seinem neuen Partner Jan Herzog aus Berlin bei den Olympischen Sommerspielen 2004 in Athen, nachdem sie überraschend das Halbfinale gewinnen konnten und auch lange Zeit im Finale in Medaillennähe lagen. Am Ende reichte es zu einem 6. Platz. National blieben Kühne und Herzog das ganze Jahr ungeschlagen. Trainer dieser Zweierpaarung war Bernd Landvoigt aus Potsdam.
Vier Jahre zuvor hatte Kühne die Teilnahme an den Olympischen Sommerspielen 2000 in Sydney knapp verpasst, nachdem der Deutschland-Achter sich nicht qualifiziert hatte und somit lediglich sechs deutsche Riemenruderer in Australien im Zweier und Vierer teilnahmen. Ebenfalls verpasste er knapp die Olympischen Sommerspiele 2008 in Peking, nachdem er aufgrund von Differenzen mit dem seinerzeitigen Bundestrainer Dieter Grahn am Anfang der Saison 2008 seine internationale Karriere beendete. Während seiner aktiven Zeit war Kühne zumeist im Zweier-ohne bei nationalen und internationalen Regatten am Start, ruderte aber auch diverse Male im Deutschland-Achter, allerdings nie zu den Zielwettkämpfen.
Kühne rudert heute immer noch für den Hannoverschen Ruder-Club von 1880 in der Ruder-Bundesliga. In der bisher erfolgreichsten Saison 2022 gelang der Mannschaft ein dritter Platz in der Saisonwertung. 2006 pausierte er ein Jahr lang vom aktiven Wettkampfsport um sein 1. Staatsexamen im Studium der Rechtswissenschaften zu beenden. In diesem Jahr trainierte er Elke Hipler und Christina Hennings als Heimtrainer in Hannover. Beide konnten in diesem Jahr bei den Weltmeisterschaften Medaillen im Zweier-ohne und Achter erringen.
Kühne war ebenfalls über mehrere Jahre Jurymitglied der Sterne des Sports auf Landesebene. Von 2009 bis 2019 war er ehrenamtlicher Leiter des Bundesstützpunkt Nachwuchs Hannover.
Im Jahr 2021 gewann er bei den Deutschen Großbootmeisterschaften im Achter in Renngemeinschaft nochmals die Bronzemedaille. Damit liegen zwischen seiner ersten und bisher letzten Medaille bei offenen Deutschen Meisterschaften 23 Jahre.

## Internationale Erfolge
- Ruder-Weltmeisterschaften 2007, Ersatz
- Ruder-Weltmeisterschaften 2005, Platz 6 im Zweier ohne Steuermann
- Olympische Sommerspiele 2004, Platz 6 im Zweier ohne Steuermann
- Ruder-Weltcup 2004, 3. Platz im Gesamtweltcup
- Ruder-Weltmeisterschaften 2003, Platz 16 im Zweier ohne Steuermann
- Studentenweltmeisterschaften 2002, Platz 1 im Zweier ohne Steuermann und Platz 3 im Achter
- Ruder-Weltmeisterschaften 2001, Platz 7 im Vierer mit Steuermann
- Nations Cup 1999, Platz 4 im Zweier ohne Steuermann
- Studentenweltmeisterschaften 1998, Platz 3 im Achter
- Nations Cup 1998, Platz 3 im Achter

## Sonstiges
Kühne ist examinierter Jurist und Sportmarketingmanager. Er ist mit der ehemaligen Hockey-Nationalspielerin und Olympiasiegerin Anke Kühne verheiratet, mit der er drei Kinder hat.